# Obdukcija neznanke
Obdukcija neznanke (izviren angleški naslov: The Autopsy of Jane Doe) je ameriška nadnaravna grozljivka iz leta 2016, delo režiserja Andréa Øvredala. V njem Emile Hirsch in Brian Cox igrata očeta in sina, mrliška oglednika, ki začneta doživljati nadnaravne pojave med preiskovanjem trupla neimenovane ženske (igra jo Olwen Kelly). Film je bil premierno predvajan na mednarodnem filmskem festivalu v Torontu 9. septembra 2016, v kina pa je bil izdan 21. decembra 2016. Je Øvredalov prvi film z dialogi v angleščini.

## Vsebina
Neidentificirano žensko truplo najdejo v kleti hiše, kjer je prišlo do krvavega poboja. Eden od policistov ugotovi, da ni nobenih znakov vloma, ampak je videti, kakor da bi žrtve skušale pobegniti iz hiše.
Mrliški oglednik majhnega mesta, Tommy Tilden in njegov sin, zdravstveni tehnik Austin, ki mu pomaga pri delu, ravno končata z obdukcijo zgorelega trupla, ko ju obišče Austinovo dekle Emma, ki postane radovedna glede trupel v mrtvašnici. Ko opazi zvonček, pritrjen na gleženj trupla, ji Tommy razloži, da so v preteklosti zvončke uporabljali, da so se lahko prepričali, če so zares mrtvi. Takrat prispe šerif s skrivnostnim truplom in Tommya prosi za vzrok smrti do jutra. Austin se odloči za pomoč očetu namesto kina z Emmo, Emmi pa naroči, naj se oglasi kasneje. Izkaže se, da želi Austin zapustiti mesto s svojim dekletom, ker ne mara dela in to počne samo zato, da lahko pomaga očetu.
Ker nihče ne pozna identitete trupla in ker njenih prstnih odtisov ni v policijski kartoteki, jo poimenujejo kar Jane Doe. Austin in Tommy začneta s površinsko preiskavo trupla, ki nima nobenih poškodb, brazgotin ali znamenj. Ugotovita, da so oči trupla motne, kar se ponavadi zgodi šele po nekaj dneh, to truplo pa je videti sveže. Ugotovita tudi, da so bili gležnji in zapestja zlomljeni, čeprav navzven ni videti nobenih znakov poškodb. V laseh in za nohti najdeta koščke zemlje, ki jo je v naravi moč najti le na severu ZDA. Prav tako ugotovita, da je bil jezik nekirurško odrezan in da manjka en zob. Tommy preveri vagino in ugotovi, da je bila iznakažena.
Ko začneta s preiskavo notranjosti telesa, radio sam od sebe menja programe. Ko Tommy odpre prsni koš, začne truplo močno krvaveti, kar je običajno le pri svežih truplih. Tommy ozek bok trupla razloži z rednim nošenjem steznika, katere so ženske nosile predvsem v preteklosti. Austin odkrije, da je kri, ki jo je dal zamrzniti, začela nenavadno teči po hladilniku. Preiskava pljuč pokaže, da so izjemno črna, kot bi bilo normalno za opekline tretje stopnje. Notranji organi trupla vsebujejo brazgotine in ureznine, najverjetneje od večkratnih vbodov. Tommy se po nesreči poškoduje na truplu, ko skuša odstraniti kožo.
Austin zasliši zvok izven preiskovalnice in zagleda podobo v ogledalu, vendar ne najde nikogar, ko se obrne. Ugotovi, da zvok prihaja iz prezračevalnega jaška, kjer najde hudo ranjenega mačka Stanleya. Tommy Stanleya iz milosti ubije in ga zažge v krematoriju. Ko nadaljujeta s preiskavo, najdeta v želodcu trupla navadni kristavec (Datura stramonium), ki deluje kot pomirjevalo in ga je moč najti le na severu ZDA. Austin po radiu sliši, da se bliža nevihta in želi oditi, vendar Tommy namerava končati, kar je začel, zato ostaneta.
Kasneje Tommy najde zob, zavit v tkanino v želodcu trupla. Na tkanini najdeta rimske številke, črke in risbe. Ko Tommy dokončno odstrani kožo s prsnega koša, pod njo opazi podobne simbole kot na tkanini. Vse luči v sobi nenadoma raznese in ugotovita, da v mrliških omarah manjka tri trupla. Odločita se oditi, vendar dvigalo ne deluje, izhod pa nekaj blokira. Tommy skuša po telefonu priklicati šerifa, vendar zvezo prekine. Na hodniku zaslišita zvonček, najverjetneje zaradi oživljenih trupel, nato pa začne nekaj močno razbijati po vratih, vendar kmalu preneha.
Austin meni, da se vse to dogaja zaradi trupla, Tommya pa v kopalnici napade nevidna podoba. Po telesu dobi modrice in si zapomni le napadalčeve sive oči. Odločita se zažgati truplo, vendar se vrata v preiskovalnici nočejo odkleniti. Austin naredi na vratih luknjo s sekiro in opazi eno izmed živečih trupel. Odločita se, da bosta truplo zažgala kar tam, vendar se ogenj razširi, zato porabita gasilni aparat in ugotovita, da truplo zaradi ognja ni niti malo poškodovano. Dvigalo začne spet delovati in oba stečeta vanj, vendar se vrata ne zaprejo do konca. Tommy s sekiro zamahne proti živemu truplu, ki ju je zasledovalo, vendar se izkaže, da je bila tam Emmo. Emma tako umre, kar potre Austina in v Tommyu vzbudi občutek krivde.
Austin prepriča Tommya, da lahko truplo morda zaustavita, če ugotovita vzrok smrti. Ko končno prispeta nazaj v preiskovalnico, Austin odpre lobanjo. Ugotovita, da je tkivo v možganih še vedno aktivno, kar oba šokira. Tommy meni, da neka skrivnostna sila ohranja Jane Doe pri življenju. Austin iz tkanine, ki sta jo našla v želodcu, razbere letnico 1693, Tommy pa naslov odlomka iz Biblije, Levitik 20:27, ki omenja čarovnice. Austin meni, da mora biti to čarovnica, ki je umrla med sodnimi procesi v Salemu. Tommy pa je mnenja, da so bila tista dekleta vsa nedolžna ter da njene poškodbe niso podobne tistim iz procesov. Meni, da so jo s tem, kar so ji storili, spremenili v čarovnico, ki zdaj išče svoje maščevanje. Čarovnici se žrtvuje, upajoč, da bo tako prizanesla Austinu. Tommy začne trpeti enake reči, kot jih je čarovnica, zato ga Austin ubije, da mu skrajša muke. Nato se spet prižgejo luči in radio začne spet delati. Austin zasliši šerifa in steče po stopnicah do vhodnih vrat. Izkaže se, da je šerifov glas le še ena halucinacija. Obrne se in za seboj opazi svojega mrtvega očeta, nato pa omahne čez ograjo v smrt.
Naslednje jutro prispe policija. Radio napove, da bo to že četrti zaporeden sončen dan, kar pomeni, da sta si Tommy in Austin nevihto prejšnji dan in vse ostalo le domišljala pod vplivom čarovnice. Policisti spet ugotovijo, da ni bilo vloma in da je šlo za zelo čuden razplet dogodkov. Truplo neznanke pošljejo v drugo zvezno državo. V zadnjem prizoru truplo pomiga s palcem na nogi.

## Igralci
- Emile Hirsch kot Austin Tilden
- Brian Cox kot Tommy Tilden
- Ophelia Lovibond kot Emma
- Michael McElhatton kot šerif Sheldon Burke
- Olwen Kelly kot neznanka
- Parker Sawyers kot policist Cole